# خشم سیاه (فیلم)
خشم سیاه (انگلیسی: Black Fury) فیلمی در ژانر درام و جنایی به کارگردانی مایکل کورتیز است که در سال ۱۹۳۵ منتشر شد.

## بازیگران
- پل مونی
- کارن مورلی
- ویلیام گارگان
- جی. کارول نایش
- تالی مارشال
- هنری اونیل
- می مارش
- وارد باند
- آکیم تامیروف
- سارا هادن
- بارتون مک‌لین